# Torre de guaita de Gerri de la Sal
La torre de guaita és una antiga torre de defensa, actualment enrunada, situada al municipi de Gerri de la Sal. Es creu que data del segle xii, i el seu estil no ha estat definit. Es tracta d'una de les dues torres de guaita que hi ha actualment al municipi, i la seva funció era vigilar les salines que hi ha a la zona, amb l'objectiu d'evitar els robatoris de sal.
Es tracta d'una torre de planta circular, localitzada a l'extrem nord del municipi, concretament a les peanyes situades al darrere d'una filera de cases arrenglerades al costat de la carretera i davant del riu. Actualment, l'alçada dels murs és només d'entre tres i quatre metres. Es tracta d'una construcció d'aparell irregular i tosc, de pedra travada amb fang a la part interna del mur. Aquest és d'un gruix força considerable que s'aproxima al metre.